# Palynodie 2
Palynodie 2 est un sloop marconi construit en 1962, pour l'ancien maire de Marseille, Gaston Defferre.
Pour lui le mot palinodie était synonyme des atermoiements politiques et il baptisa ses voiliers de course au large successifs du nom de Palynodie (il y en eut six au total), avec un [Y] en référence à Paly de Barbarin, sa seconde femme.

## Historique
Palynodie 2 a été commandé au cabinet new-yorkais Sparkman & Stephens en 1961 par Gaston Defferre, alors maire de Marseille. Construit dans l'anse du Pharo par le chantier Édouard Chabbert, premier plan américain local, Palynodie 2 marque une date dans l'histoire du yachting marseillais.
C'est un class 2 à la jauge du RORC (Royal Ocean Racing Club) dont le but est de briser la suprématie des yachts italiens dans les courses de Méditerranée.
Olin Stephens l'a dessiné dans l'esprit de la jauge internationale (JI), ce qui donne un yacht de course aux lignes pures avec une faible surface mouillée. Gaston Defferre, en vue d'améliorer sans cesse Palynodie enverra à Olin Stephens un rapport détaillé après chaque course, échanges rares en vue d'optimisation d'un yacht de course dans l'histoire du yachting. En accord avec l'architecte, le safran sera séparé de la quille et monté sur un aileron afin d'optimiser la marche au portant.
Palynodie est sacré trois fois champion de Méditerranée.
En 1967, Gaston Defferre vend le bateau, qui passe de main en main. En 1992, le coureur breton Hervé Éliès en a fait l’acquisition à Saint-Malo. En 2012, Patrick et Véronique Teissier, sociétaires de la Nautique de Marseille, en prennent possession. En 2017, son propriétaire est l'homme d’affaires Henri Ferbus.